# Aday Mara
Pour les articles homonymes, voir Mara.
Aday Mara Gómez, né le 7 avril 2005 à Saragosse en Espagne, est un joueur espagnol de basket-ball évoluant au poste de pivot aux Bruins de l'UCLA .

## Biographie
Aday Mara est le fils de Francisco Javier Mara (2,01 m, né en 1968), un joueur professionnel de basket-ball à la carrière modeste et Angeli « Geli » Gómez (1,92 m, née le 28 novembre 1973), une internationale espagnole de volley-ball ayant évolué au Club Deportivo Ávila Vóley (es) et au Vóley Murcia,,,.

### Carrière professionnelle
Lors de la saison 2021-2022, Aday Mara est prêté par le Basket Saragosse 2002, d'abord au CB Peñas Huesca (en) en LEB Oro, la seconde division espagnole, puis avec le Simply Olivar (es), un club de quatrième division (Liga EBA) lié au Basket Saragosse.
En juillet 2022, Mara participe à la Coupe du monde des moins de 17 ans qui se déroule en Espagne. L'Espagne, emmenée par Izan Almansa (es) et Lucas Langarita (es), est battue en finale par les États-Unis.
Aday Mara fait ses débuts professionnels en Liga ACB, la première division espagnole, en octobre 2022 pour le club de Saragosse.
Il est loué pour ses capacités de passe et sa vision du jeu.
Mara fait partie de la sélection espagnole qui dispute le Championnat d'Europe des 18 ans et moins en 2023 (en). L'Espagne est battue en finale par la Serbie et Mara est sélectionné dans l'équipe-type de la compétition avec le MVP serbe Nikola Topić, le Serbe Bogoljub Marković, l'Allemand Ivan Kharchenkov (de) et l'Espagnol Hugo González.
En août 2023, il rejoint les Bruins d'UCLA, un club universitaire américain (NCAA) pour la saison 2023-2024.

## Distinctions personnelles
- Membre de l'équipe-type du Championnat d'Europe des 18 ans et moins 2023